# Posavski čardak u Zaklepici
Posavski čardak u Zaklepici, zgrada u mjestu Zaklepica i gradu Ivanić-Grad, zaštićeno kulturno dobro.

## Opis
Na okućnici se, osim gospodarskih zgrada, nalazi i “posavski čardak” iz 1782. godine, valoriziran kao izuzetno vrijedna građevina, prije svega zbog starine bez premca u Ivanićkom kraju, te kao jedna od rijetkih očuvanih drvenih katnica s “hrvatskim uglom” u širem prostoru. Kuća pripada tipu drvenih katnica u kakvima su nekoć živjele obiteljske zadruge.

## Zaštita
Pod oznakom Z-2488 zaveden je kao nepokretno kulturno dobro – pojedinačno, pravna statusa zaštićena kulturnog dobra, klasificirano kao "sakralna graditeljska baština".